# Il burbero di buon cuore (Goldoni)
Il burbero di buon cuore è un'opera teatrale in tre atti in prosa di Carlo Goldoni del 1786. Si tratta della traduzione rimaneggiata de Le bourru bienfaisant, commedia scritta in francese nel 1771 e rappresentata a Parigi con grandissimo successo, tanto da essere replicata anche a corte.
La versione italiana fu molto diversa e meno convincente rispetto all'originale. Protagonista è Geronte (il burbero di buon cuore), personaggio che lascia trasparire in controluce i connotati di Pantalone.

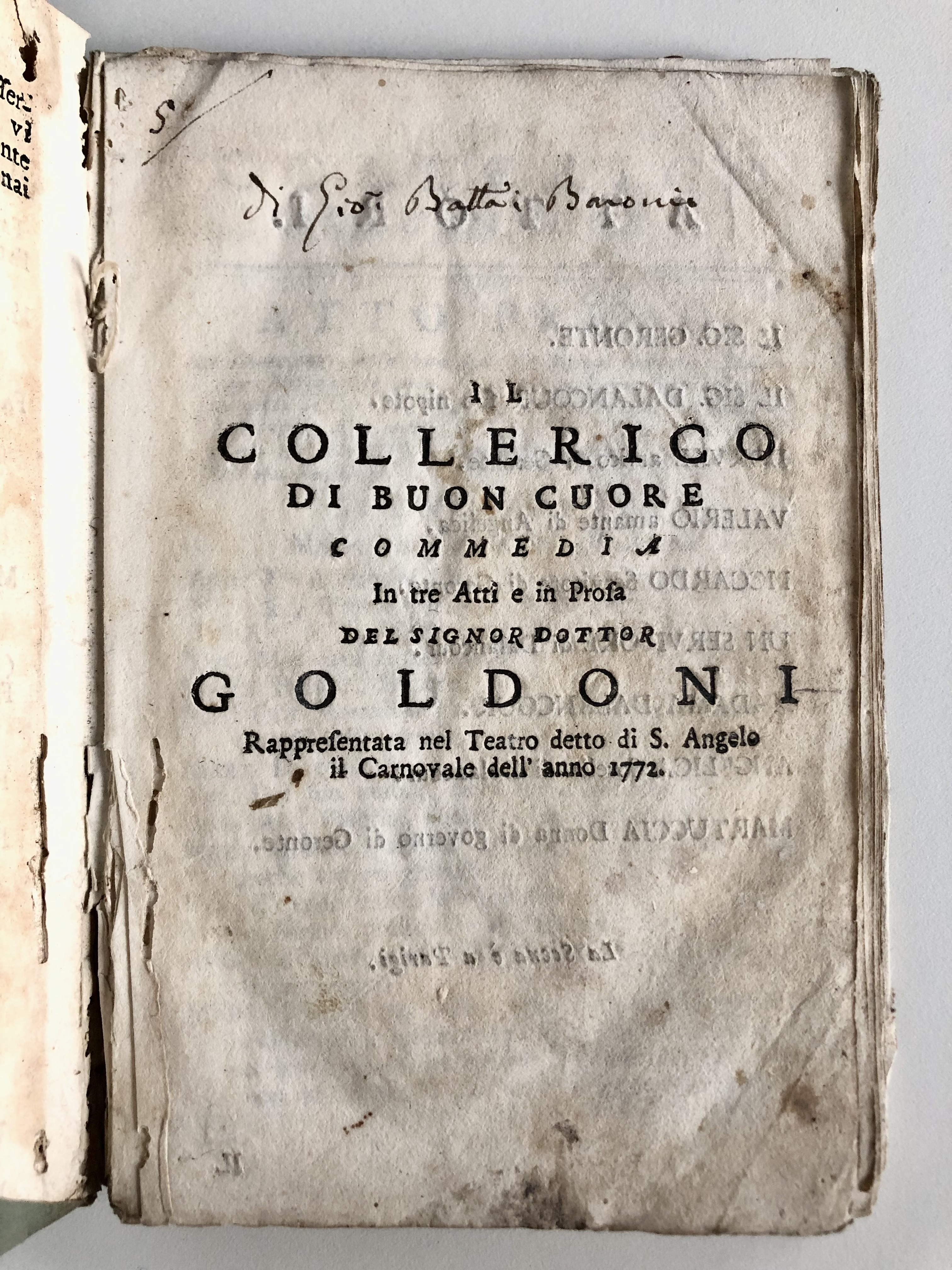
Frontespizio del libretto della commedia Il collerico di buon cuore di Carlo Goldoni

Una versione della stessa commedia ma con un titolo diverso, Il collerico di buon cuore, venne rappresentata a Venezia nel teatro di S. Angelo vicino a Rialto durante il Carnevale dell'anno 1772.

## Trama
Parigi. Il brusco e vivace Geronte è alle prese con i dissesti economici del nipote Dalancour e con gli amori della nipote Angelica.

## Poetica
L'autore riadattò al gusto del pubblico veneziano settecentesco l'originario testo in francese, però senza una cura particolare, svolgendo più realisticamente la storia e utilizzando dialoghi più lunghi rispetto al testo francese cui era richiesta, invece, una maggiore brevità e scorrevolezza drammaturgica. Il testo coniuga la tipologia tradizionale della commedia di carattere di ascendenza molieresca con le nuove istanze patetiche e sentimentali del dramma borghese. Sfidando l’opera e le proposte teoriche di Diderot, evocato sul piano metateatrale dalla partita a scacchi che si gioca tra Geronte e l'amico Dorval, Goldoni costruisce un testo regolare, smentendo le accuse di essere un autore di farse e dimostrando l'avvenuta integrazione con il gusto e la tradizione comica francesi. Il personaggio di Geronte misura, dinanzi al disordine della sua famiglia, la propria inadeguatezza al vivere e la coscienza di una profonda solitudine interiore, quasi un domestico Misantropo, mentre la sua passione per il gioco degli scacchi quale unico piacere e rifugio attesta l’inquieta comicità dell’ultimo Goldoni.